# Блок-пост имени Серова
Блок-пост и́мени Серо́ва — населённый пункт в Заиграевском районе Бурятии. Входит в сельское поселение Усть-Брянское.

## География
Расположен на левобережье Брянки, в полукилометре к западу от русла реки, в 2 км к юго-западу от центра сельского поселения, села Усть-Брянь, в 5 км к востоку от центральной части посёлка городского типа Онохой. Единственная улица, Брянская, находится немногим севернее Транссибирской магистрали и Заиграевского шоссе.

## Население
| 2002 | 2010 |
| ---- | ---- |
| 83   | ↘52  |